# Tadig Kozh
Placide Guillermic
Vous lisez un « bon article » labellisé en 2015.
Pour les articles homonymes, voir Guillermic.
L’abbé Placide Guillermic, surnommé Tadig Kozh, (né le 5 janvier 1788 à Plounez, mort le 28 avril 1873 à Bégard), est un curé et chanoine catholique mythifié par les croyances des Bretons. Peu d'informations biographiques sont connues à son sujet, mais les témoignages évoquent les exorcismes que ce recteur de Bégard pratiquait au Méné-Bré dans la chapelle Saint-Hervé. Anatole Le Braz collecte un récit selon lequel Tadig Kozh possède la connaissance de la vie et de la mort et des pouvoirs surnaturels, lui permettant de se réincarner indéfiniment, de commander aux démons et au vent. Selon Claude Sterckx, Tadig Kozh est l'un des rares personnages issus du folklore breton que l'on puisse rattacher directement à des thèmes de la mythologie celtique, en particulier à Merlin.

## Étymologie
En breton, Tadig Kozh signifie « vieux papa » ; c'est un terme affectueux pour les personnes âgées. D'après le collectage d'Anatole Le Braz, ce nom fut donné à l'abbé parce qu'il s'adressait à ses paroissiens en leur disant « Contet d’in ho stad, va bugel. Me eo ho tad, ho tadic-coz ! », soit « Contez-moi votre état, mon enfant. C’est moi qui suis votre père, votre vieux papa ! ». Le surnom a fini par lui rester.

## Biographie

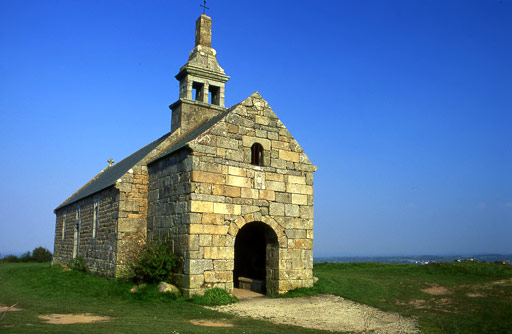
La chapelle Saint-Hervé, où Tadig Kozh pratiquait ses séances d'exorcisme

D'après l'état civil, Placide Marie Guillermic est né à Plounez le 5 janvier 1788, de Jean Guillermic et Françoise Le Calvez,,. 
Un récit est collecté en 1886 à Penvénan, de la bouche d'un certain Baptiste Geffroy qui le décrit comme « un vieux curé d'autrefois ». Gwenc'hlan Le Scouëzec et Dominique Besançon précisent que plusieurs personnes de l'époque gardent un fort souvenir de cet abbé, réputé être un « grand thaumaturge ». D'après les archives départementales des Côtes-du-Nord, il est le recteur de Bégard de 1838 à 1873. Tadig Kozh, sous le nom officiel de « monsieur Guillermic », pratique au milieu du XIXe siècle des séances d'exorcisme très impressionnantes au sommet du Menez Bré dans la chapelle Saint-Hervé, durant lesquelles il « grimpe pieds nus à son sommet les nuits de pleine lune, ordonnant aux démons de défiler devant lui », avant « de les renvoyer en enfer par un jet d'eau bénite ». Il s'agit de la messe de trentaine, dite Ann ofern drantel, pratiquée à minuit. L'abbé semble avoir été un spécialiste de ces séances d'exorcisme,. Il meurt le 28 avril 1873, à 85 ans.

## Légende
De son vivant, Tadig Kozh a sans doute incarné le prêtre exorciste idéal, une personne très proche de ses paroissiens. Il a été transformé par l'imagination populaire en un personnage doué de pouvoirs surnaturels : lui sont attribués les pouvoirs de dompter les fantômes, d'enfermer les mauvaises âmes dans le corps d'un animal et de sauver celles des morts. Le recteur de Plounez écrit vers 1880 qu'Yves (sic) Placide Marie Guillermic est devenu aveugle en bas âge, mais en a été guéri par miracle. Une autre légende affirme qu'avec le prêtre de la région de Lannion Cloarec Prat, et une troisième personne aussi intelligente qu'eux deux, Placide Guillermic aurait pu empêcher le vent de souffler.
Son âge canonique est à l'origine d'une autre partie de sa légende, puisque Baptiste Geffroy précise que Tadig Kozh « n'avait été connu que vieux », dix fois mort et dix fois ressuscité, car Dieu avait confié à ce prêtre « autant de pouvoirs qu'au Pape ». Il aurait possédé les secrets de la vie et de la mort, conversant avec les Diables de l'enfer en passant sa tête dans le soupirail. Lors d'une enquête personnelle, Daniel Giraudon recueille le récit d'une femme née en 1897 à Tréglamus, affirmant que Tadig Kozh avait reconnu dans une personne décédée un damné, ce qui lui valut un procès de la famille du défunt. Pendant ce procès, Tadig Kozh énuméra les diables, provoquant l'arrivée d'une nuée de corbeaux qu'il interrogea en leur donnant une graine de lin à chacun.
Tadig Kozh est donc vu comme un personnage omniscient possédant la maîtrise et la connaissance des éléments et des réincarnations, comme Merlin et le druide irlandais Fintan,. À ce titre, bien qu'il s'agisse à l'origine d'une personne vraisemblablement bien réelle, il peut être rattaché à la mythologie celtique.
On retrouve le personnage de Tadig Kozh  sous les traits du jeune recteur Placide Guillermic dans le roman fantastique les Écureuils de Kerham, aux éditions Kleinzach. Il y est question de la découverte de son agrippa le jour de son ordination : "Un Agrippa est un objet dangereux…  D’où vous vient cet Agrippa ? Est-ce celui de votre prédécesseur ? » Le prêtre fit non de la tête avant de répondre, hésitant, » je n’en ai hérité de personne… Je l’ai trouvé dans ma cellule à Pont-Croix le jour même de mon ordination… »."